# Cantone di Montchanin
Il Cantone di Montchanin era una divisione amministrativa dell'arrondissement di Chalon-sur-Saône.
È stato soppresso a seguito della riforma complessiva dei cantoni del 2014, che è entrata in vigore con le elezioni dipartimentali del 2015.
Comprendeva i comuni di:
- Écuisses
- Montchanin
- Saint-Eusèbe
- Saint-Julien-sur-Dheune
- Saint-Laurent-d'Andenay